# Tim De Coster
Tim De Coster (17 december 1983) is een Belgische atleet en trainer die is gespecialiseerd in het hamerslingeren.

## Loopbaan
Zijn persoonlijk record bedraagt 62,64 m, een prestatie die De Coster in 2015 leverde, wat goed is voor een achtste plaats aller tijden in België. In 2015 werd hij zowel Vlaams als Belgisch kampioen. 
De Coster is actief bij Daring Club Leuven Atletiek (DCLA).

## Belgische kampioenschappen
| Onderdeel      | Jaar       |
| -------------- | ---------- |
| hamerslingeren | 2014, 2015 |

## Persoonlijk record
| Onderdeel      | Prestatie | Datum           | Plaats    |
| -------------- | --------- | --------------- | --------- |
| hamerslingeren | 62,64 m   | 8 augustus 2015 | Kessel-Lo |

## Palmares

### hamerslingeren
- 2005:  BK AC - 55,44 m
- 2007:  BK AC - 56,08 m
- 2009:  BK AC - 58,60 m
- 2011:  BK AC - 54,20 m
- 2012:  BK AC - 58,32 m
- 2013:  BK AC - 58,01 m
- 2014:  BK AC - 60,75 m
- 2015:  BK AC - 60,76 m
- 2016:  BK AC - 59,07 m